# Rheingold (Roman)
Rheingold ist ein Roman des US-amerikanischen Autors Stephan Grundy aus dem Jahr 1992.
Stephan Grundy greift mit „Rheingold“ den Stoff der Nibelungen- und Wälsungensage auf, erweitert die übernommenen Figuren und Erzählstränge jedoch mit seiner eigenen Perspektive. Grundy, der studierter Philologe ist und über den germanischen Kriegsgott Wotan promoviert hat, stellt die Handlung vor den geschichtlichen Hintergrund der Völkerwanderungszeit und versucht dabei, möglichst nahe an den Erkenntnissen der Geschichtsforschung zu bleiben.
Das Buch, das Grundy unter anderem J.R.R. Tolkien und Richard Wagner widmete, war nach seinem Erscheinen ein internationaler Erfolg und stand  mehrere Monate auf der Bestsellerliste des „Spiegels“. Es war der erste veröffentlichte Roman des bei seinem Erscheinen mit 25 Jahren für einen Autor recht jungen Grundy, der inzwischen mehrere weitere erfolgreiche Romane veröffentlicht hat.